# Campionato europeo di baseball 2005
Il campionato europeo di baseball 2005 è stato la ventinovesima edizione del campionato continentale. Si svolse a Blansko, Choceň, Olomouc e Praga, in Repubblica Ceca, dal 7 al 17 luglio, e fu vinto dai Paesi Bassi, alla loro diciannovesima affermazione in ambito europeo.

## Squadre partecipanti
- Croazia
- Francia
- Germania
- Grecia
- Italia
- Paesi Bassi

- Rep. Ceca
- Regno Unito
- Russia
- Spagna
- Svezia
- Ucraina

## Risultati

### Gruppo A
|    | Team        | V - P | Pf - Ps | %     |
| -- | ----------- | ----- | ------- | ----- |
| 1. | Paesi Bassi | 5 - 0 | 36 - 6  | 1.000 |
| 2. | Italia      | 4 - 1 | 31 - 16 | 0.800 |
| 3. | Regno Unito | 2 - 3 | 21 – 23 | 0.400 |
| 4. | Germania    | 2 - 3 | 21 – 36 | 0.400 |
| 5. | Svezia      | 1 - 4 | 11 – 23 | 0.200 |
| 6. | Russia      | 1 - 4 | 15 – 31 | 0.200 |

| 8 luglio 2005 | Regno Unito | 0 – 4 | Paesi Bassi |  |

| 9 luglio 2005 | Svezia | 2 – 8 | Regno Unito |  |

| 9 luglio 2005 | Germania | 2 – 7 | Russia |  |

| 9 luglio 2005 | Paesi Bassi | 4 – 1 | Italia |  |

| 10 luglio 2005 | Russia | 2 – 3 | Svezia |  |

| 10 luglio 2005 | Svezia | 3 – 6 | Germania |  |

| 10 luglio 2005 | Paesi Bassi | 11 – 1 | Russia |  |

| 10 luglio 2005 | Italia | 12 – 0 | Regno Unito |  |

| 11 luglio 2005 | Paesi Bassi | 2 – 0 | Svezia |  |

| 11 luglio 2005 | Regno Unito | 3 – 4 | Germania |  |

| 11 luglio 2005 | Italia | 5 – 4 | Russia |  |

| 12 luglio 2005 | Russia | 1 – 10 | Regno Unito |  |

| 12 luglio 2005 | Svezia | 3 – 5 | Italia |  |

| 12 luglio 2005 | Germania | 4 – 15 | Paesi Bassi |  |

| 12 luglio 2005 | Italia | 8 – 5 | Germania |  |

### Gruppo B
|    | Team      | V - P | Pf - Ps | %     |
| -- | --------- | ----- | ------- | ----- |
| 1. | Spagna    | 5 - 0 | 46 – 14 | 1.000 |
| 2. | Rep. Ceca | 4 - 1 | 34 – 17 | 0.800 |
| 3. | Francia   | 3 - 2 | 29 – 10 | 0.600 |
| 4. | Grecia    | 2 - 3 | 15 – 39 | 0.400 |
| 5. | Ucraina   | 1 - 4 | 12 - 35 | 0.200 |
| 6. | Croazia   | 0 - 5 | 12 - 33 | 0.000 |

| 7 luglio 2005 | Spagna | 10 – 1 | Rep. Ceca |  |

| 9 luglio 2005 | Francia | 2 – 0 | Croazia |  |

| 9 luglio 2005 | Croazia | 2 – 7 | Grecia |  |

| 9 luglio 2005 | Francia | 3 – 5 | Spagna |  |

| 9 luglio 2005 | Rep. Ceca | 9 – 1 | Ucraina |  |

| 10 luglio 2005 | Ucraina | 0 – 10 | Francia |  |

| 10 luglio 2005 | Grecia | 0 – 14 | Rep. Ceca |  |

| 10 luglio 2005 | Spagna | 10 – 5 | Croazia |  |

| 11 luglio 2005 | Ucraina | 2 – 3 | Grecia |  |

| 11 luglio 2005 | Grecia | 2 – 12 | Francia |  |

| 11 luglio 2005 | Rep. Ceca | 7 – 4 | Croazia |  |

| 11 luglio 2005 | Spagna | 12 – 2 | Ucraina |  |

| 12 luglio 2005 | Croazia | 1 – 7 | Ucraina |  |

| 12 luglio 2005 | Grecia | 3 – 9 | Spagna |  |

| 12 luglio 2005 | Rep. Ceca | 3 – 2 | Francia |  |

### Girone 1º/6º posto
|    | Team        | V - P | Pf - Ps | %     |
| -- | ----------- | ----- | ------- | ----- |
| 1. | Paesi Bassi | 5 - 0 | 51 – 6  | 1.000 |
| 2. | Italia      | 4 - 1 | 33 – 12 | 0.800 |
| 3. | Spagna      | 3 - 2 | 26 – 25 | 0.600 |
| 4. | Germania    | 2 - 3 | 24 – 35 | 0.400 |
| 5. | Rep. Ceca   | 1 - 4 | 7 - 32  | 0.200 |
| 6. | Francia     | 0 - 5 | 7 - 38  | 0.000 |

| 14 luglio 2005 | Germania | 2 – 10 | Spagna |  |

| 14 luglio 2005 | Paesi Bassi | 3 – 0 | Rep. Ceca |  |

| 14 luglio 2005 | Italia | 11 – 1 | Francia |  |

| 15 luglio 2005 | Francia | 1 – 17 | Paesi Bassi |  |

| 15 luglio 2005 | Spagna | 1 – 7 | Italia |  |

| 15 luglio 2005 | Rep. Ceca | 2 – 11 | Germania |  |

| 16 luglio 2005 | Rep. Ceca | 1 – 6 | Italia |  |

| 16 luglio 2005 | Germania | 2 – 0 | Francia |  |

| 16 luglio 2005 | Paesi Bassi | 12 – 0 | Spagna |  |

### Girone 7º/12º posto
|    | Team        | V - P | Pf - Ps | %     |
| -- | ----------- | ----- | ------- | ----- |
| 1. | Regno Unito | 4 - 1 | 42 – 10 | 0.800 |
| 2. | Svezia      | 3 - 2 | 45 – 14 | 0.600 |
| 3. | Ucraina     | 3 - 2 | 14 – 21 | 0.600 |
| 4. | Grecia      | 3 - 2 | 19 – 43 | 0.600 |
| 5. | Russia      | 1 - 4 | 16 - 21 | 0.200 |
| 6. | Croazia     | 1 - 4 | 8 - 35  | 0.200 |

| 14 luglio 2005 | Svezia | 0 – 2 | Croazia |  |

| 14 luglio 2005 | Regno Unito | 2 – 3 | Ucraina |  |

| 14 luglio 2005 | Russia | 5 – 6 | Grecia |  |

| 15 luglio 2005 | Ucraina | 2 – 0 | Russia |  |

| 15 luglio 2005 | Grecia | 2 – 25 | Svezia |  |

| 15 luglio 2005 | Croazia | 3 – 13 | Regno Unito |  |

| 16 luglio 2005 | Ucraina | 0 – 15 | Svezia |  |

| 16 luglio 2005 | Croazia | 0 – 8 | Russia |  |

| 16 luglio 2005 | Regno Unito | 9 – 1 | Grecia |  |

### Finale 3º/4º posto
| 17 luglio 2005 | Spagna | 7 – 3 | Germania |  |

### Finale
| 17 luglio 2005 | Paesi Bassi | 15 – 0 | Italia |  |

## Classifica finale
| Campione d'Europa | Campione d'Europa | Campione d'Europa |
| ----------------- | ----------------- | ----------------- |
| Paesi Bassi       |                   |                   |
| Argento           | Italia            |                   |
| Bronzo            | Spagna            |                   |
| 4.                | Germania          |                   |
| 5.                | Rep. Ceca         |                   |
| 6.                | Francia           |                   |
| 7.                | Regno Unito       |                   |
| 8.                | Svezia            |                   |
| 9.                | Grecia            |                   |
| 10.               | Ucraina           |                   |
| 11.               | Russia            |                   |
| 12.               | Croazia           |                   |